# California College of the Arts
Il California College of the Arts (CCA), precedentemente California Guild of Arts and Crafts e California School of Arts and Crafts, è un'università d'arte privata di San Francisco, in California, negli Stati Uniti d'America. Originariamente collocato a Berkeley, l'istituto è stato dapprima trasferito a Oakland prima di venire ricollocato nella sede attuale.

## Storia
Il California Guild of Arts and Crafts, è stato fondato nel 1907 da Frederick Meyer a Berkeley e deve il suo nome all'Arts and Crafts, un movimento di riforma delle arti applicate nato in Europa durante l'Ottocento. Dopo un anno dalla sua fondazione l'istituto ha preso il nome di California College of Arts and Crafts (CCAC). Nel 1922 la scuola ha acquisito la tenuta storica di quattro acri di James Treadwell che si trova a Oakland. Negli anni ottanta il college ha iniziato ad affittare varie sedi a San Francisco e nel 1996 ha aperto un campus nel Design District della città, convertendo un ex edificio di manutenzione della Greyhound Lines. Nel 2003 il college ha cambiato nome in California College of the Arts. Nel 2016 si è deciso di chiudere il campus di Oakland e consolidare tutte le attività presso il campus di San Francisco.